# Ann Harding
Ann Harding, pseudonimo di Dorothy Walton Gatley (San Antonio, 7 agosto 1902 – Sherman Oaks, 1º settembre 1981), è stata un'attrice statunitense.

## Biografia
Figlia di un militare, ha trascorso l'infanzia fra una base e l'altra, seguendo i genitori nei loro spostamenti. Prima di dedicarsi allo spettacolo, ha svolto diversi lavori e all'inizio degli anni venti ha iniziato a recitare in teatro a New York, ottenendo un buon successo di pubblico e critica già dai suoi primi lavori. È apparsa a Broadway per quasi dieci anni finché nel 1929 è esordita a Hollywood con il film Paris Bound, sul set del quale ha conosciuto Fredric March, che diventerà suo grande amico. 
Nel 1935 ha interpretato la duchessa di Towers nel film Sogno di prigioniero di Henry Hathaway, tratto dal romanzo di George du Maurier. Tra gli altri film a cui ha preso parte, figurano Fuoco a oriente (1943) di Lewis Milestone e L'uomo dal vestito grigio (1956). Dopo alcune commedie e drammi di minor rilievo, all'inizio degli anni cinquanta ha cominciato a lavorare per la televisione, dedicandovisi completamente dal 1956 al 1965.
È sepolta al Forest Lawn Memorial Park di Los Angeles.

## Vita privata
È stata sposata due volte, prima con l'attore Harry Bannister (1926–1932), poi con il musicista Werner Janssen (1937–1962). Da entrambi i matrimoni ha avuto una figlia. 

## Filmografia parziale

### Cinema
- L'isola del diavolo (Condemned), regia di Wesley Ruggles (1929)
- Holiday, regia di Edward H. Griffith (1930)
- Devotion, regia di Robert Milton (1931)
- The Girl of the Golden West, regia di John Francis Dillon (1930)
- Ripudiata (East Lynne), regia di Frank Lloyd (1931)
- I conquistatori (The Conquerors), regia di William A. Wellman (1932)
- Prestigio di razza (Prestige), regia di Tay Garnett (1932)
- The Animal Kingdom, regia di Edward H. Griffith (1932)
- Rinunzie (Gallant Lady), regia di Gregory La Cava (1933)
- Sogno d'estate (The Right to Romance), regia di Alfred Santell (1933)
- When Ladies Meet, regia di Harry Beaumont (1933)
- La donna nell'ombra (The Life of Vergie Winters), regia di Alfred Santell (1934)
- Sogno di prigioniero (Peter Ibbetson), regia di Henry Hathaway (1935)
- La sedia del testimone (The Witness Chair), regia di George Nichols Jr. (1936)
- Una moglie ideale (The Lady Consents), regia di Stephen Roberts (1936)
- L'ora del supplizio (Love from a Stranger), regia di Rowland V. Lee (1937)
- Occhi nella notte (Eyes in the Night), regia di Fred Zinnemann (1942)
- Fuoco a oriente (The North Star), regia di Lewis Milestone (1943)
- Scintille tra due cuori (Those Endearing Young Charms), regia di Lewis Allen (1945)
- Tre figli in gamba (Christmas Eve), regia di Edwin L. Marin (1947)
- Accadde nella quinta strada (It Happened on Fifth Avenue), regia di Roy del Ruth (1947)
- Due settimane d'amore (Two Weeks with Love), regia di Roy Rowland (1950)
- Lo sconosciuto (The Unknown Man), regia di Richard Thorpe (1951)
- L'uomo dal vestito grigio (The Man in the Gray Flannel Suit), regia di Nunnally Johnson (1956)
- L'uomo che visse due volte (I've Lived Before), regia di Richard Bartlett (1956)
- L'ora del delitto (Strange Intruder), regia di Irving Rapper (1956)

### Televisione
- Damon Runyon Theater – serie TV, episodio 1x08 (1955)
- Stage 7 – serie TV, episodio 1x11 (1955)
- Crossroads – serie TV, episodio 1x04 (1955)
- The 20th Century-Fox Hour – serie TV, episodi 1x04-2x10 (1955-1957)
- Climax! – serie TV, episodi 2x10-3x15 (1955-1957)
- General Electric Theater – serie TV, episodi 4x01-5x01 (1955-1956)
- Celebrity Playhouse – serie TV, episodio 1x32 (1956)
- June Allyson Show (The DuPont Show with June Allyson) – serie TV, episodio 1x01 (1959)
- Alfred Hitchcock presenta (Alfred Hitchcock Presents) – serie TV, episodio 7x12 (1961)
- La legge di Burke (Burke's Law) – serie TV, episodio 1x02 (1963)
- Ben Casey – serie TV, episodio 5x05 (1965)

## Doppiatrici italiane
Nelle versioni in italiano delle opere in cui ha recitato, Ann Harding è stata doppiata da: 
- Lola Braccini[non chiaro]
- Lydia Simoneschi in Sogno di prigioniero (ridoppiaggio anni cinquanta), Alfred Hitchcock presenta
- Franca Dominici in L'ora del delitto
- Giovanna Scotto in L'uomo che visse due volte
- Alba Cardilli in Fuoco a oriente (ridoppiaggio)